# 台陽礦業事務所
臺陽礦業事務所，又稱臺陽礦業株式會社瑞芳鑛業所，是位於台灣新北市瑞芳區九份的一座辦公廳舍，2003年登錄為新北市歷史建築，「臺陽公司瑞芳辦事處歷史建築群」之一。現建築物由臺陽股份有限公司管理。

## 歷史
日治時期，隨著日本當局於1896年頒布「臺灣礦業規則」，日本人開始於九份、金瓜石一帶地區建立了從採礦到製煉的一貫體系，其中基隆顏家成員顏雲年於1897年向臺灣總督府申請採礦權，1899年與地方人士成立「金裕豐號」承租礦區。後則在1904年取得三爪子坑（今日瑞芳車站一帶）、一坑（今日瑞芳祖師廟一帶）等地煤礦的開採權，接著又陸續取得侯硐、瑞芳、深澳、平溪等地區的礦權，與蘇源泉合組雲泉商會。在結識日本富商藤田傳三郎男爵後則獲得藤田組的採金礦承包權。後則在1918年，顏家與藤田組合資成立「臺北炭礦株式會社」，並在1920年與其他合夥人將臺北炭礦會社改組為「臺灣礦業株式會社」。
1937年，顏雲年長子顏欽賢接任臺陽礦業會社社長，並將礦業事務所遷移到九份設立於八番坑附近的新廳舍，作為當時九份地區礦業產業的管理及行政中心。九份人稱呼該建築為「會社」。
戰後初期，臺陽礦業株式會社因有日人股份，由國民政府派員進行監理，後則在1949年顏家重掌經營權後，改組為臺陽礦業股份有限公司，當1971年瑞芳金鑛收坑後，臺陽於1975年於原辦公室地點成立「瑞芳工業股份有限公司」，以生產橡膠保險套及醫療用橡膠套為目標。大部分礦工也將目標轉向煤礦。
2003年，基於臺陽股份有限公司、顏氏家族與瑞芳礦業與近代歷史發展息息相關，瑞芳辦事處以「具歷史文化價值者」為評定基準，與其他臺陽礦業歷史建築群（招魂碑、八番坑、頌德碑、修路碑）公告為歷史建築。

## 建築設計
目前的臺陽礦業事務所廳舍於1937年完工，為一座一層樓鋼筋混凝土建築。其建築物為強磚造結構，風格樣式採用折衷主義式樣建築。建築外觀貼附十三溝面磚的立柱及洗石子欄杆搭配而成。此外建築物及設有雨庇及簷口線，並在室內天花板及牆壁留有通氣孔，以因應九份高山在地氣候及空間影響，目前該建築物內部保存各類礦石標本、煉金流程圖、部分採礦工具及一座特大號天秤，然而建築物本身仍作為員工辦公使用，無對外向遊客開放參觀。周圍則設有大型庭院，可以遙望九份海灣的景觀。
此外附近設有「彭園」，原為臺陽公司第二俱樂部，並在建築內部設有有武道館娛樂設施，在戰後曾作為礦山技術員工養成所使用。

### 修路碑

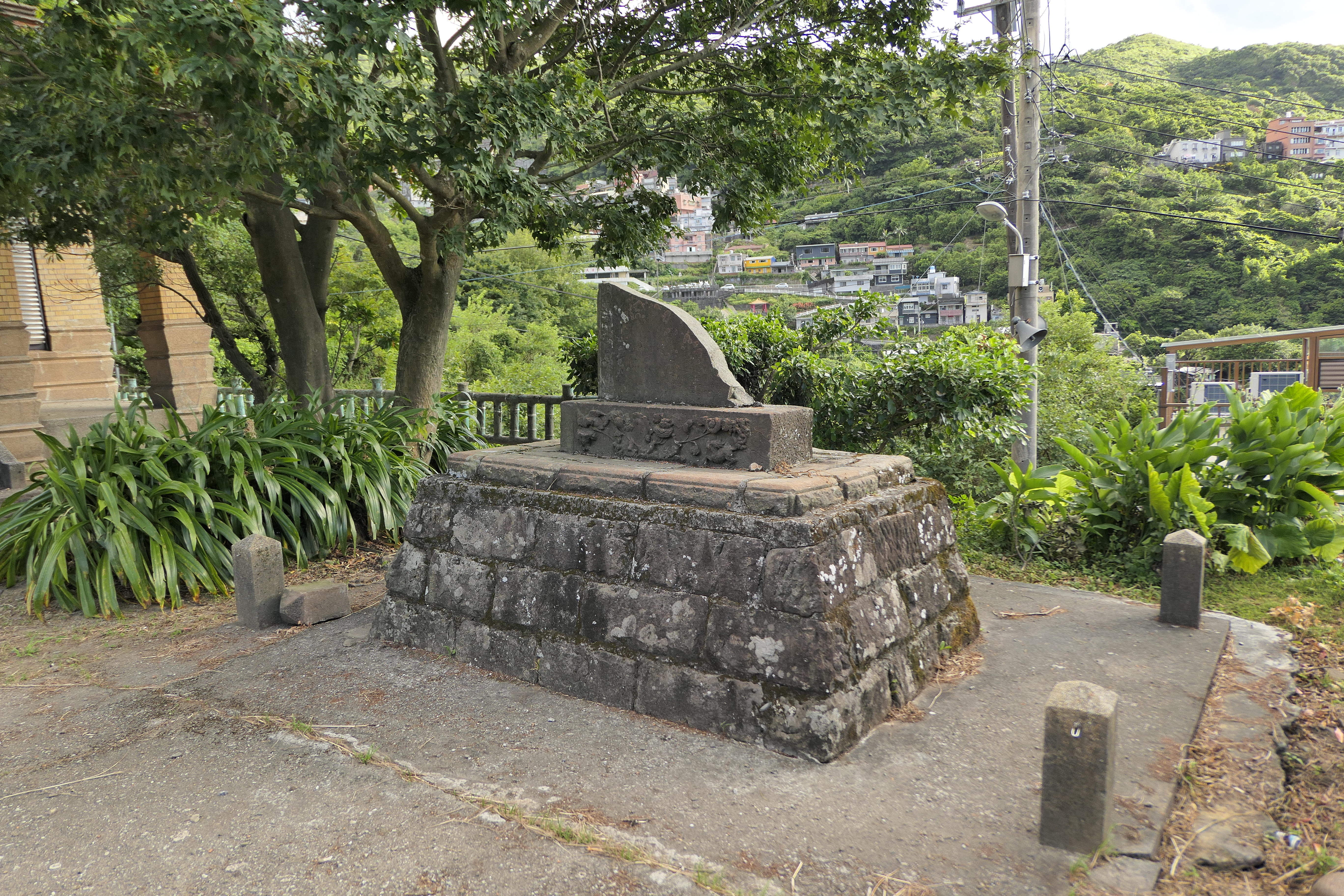
修路碑殘跡

礦業事務所右側旁的草地設有一座修路碑，建於明治35年（1902），為紀念顏雲年、蘇源泉共同闢建瑞芳至九份之間的保甲路，改善當時交通運輸的貢獻。碑體為安山岩砌築。

## 另見
- 臺陽礦業國英坑
- 臺陽礦業公司平溪招待所
- 瑞三煤礦
- 陋園
- 顏雲年
- 顏國年
- 基隆顏家
- 頌德碑（九份）

## 外部連結
- 臺陽礦業事務所(瑞芳金鑛) - 臺灣國際醫療全球資訊網 （页面存档备份，存于）
- 臺陽礦業事務所| 九份商圈 - LINE （页面存档备份，存于）
- 臺陽礦業事務所 （页面存档备份，存于）